# Скаморца

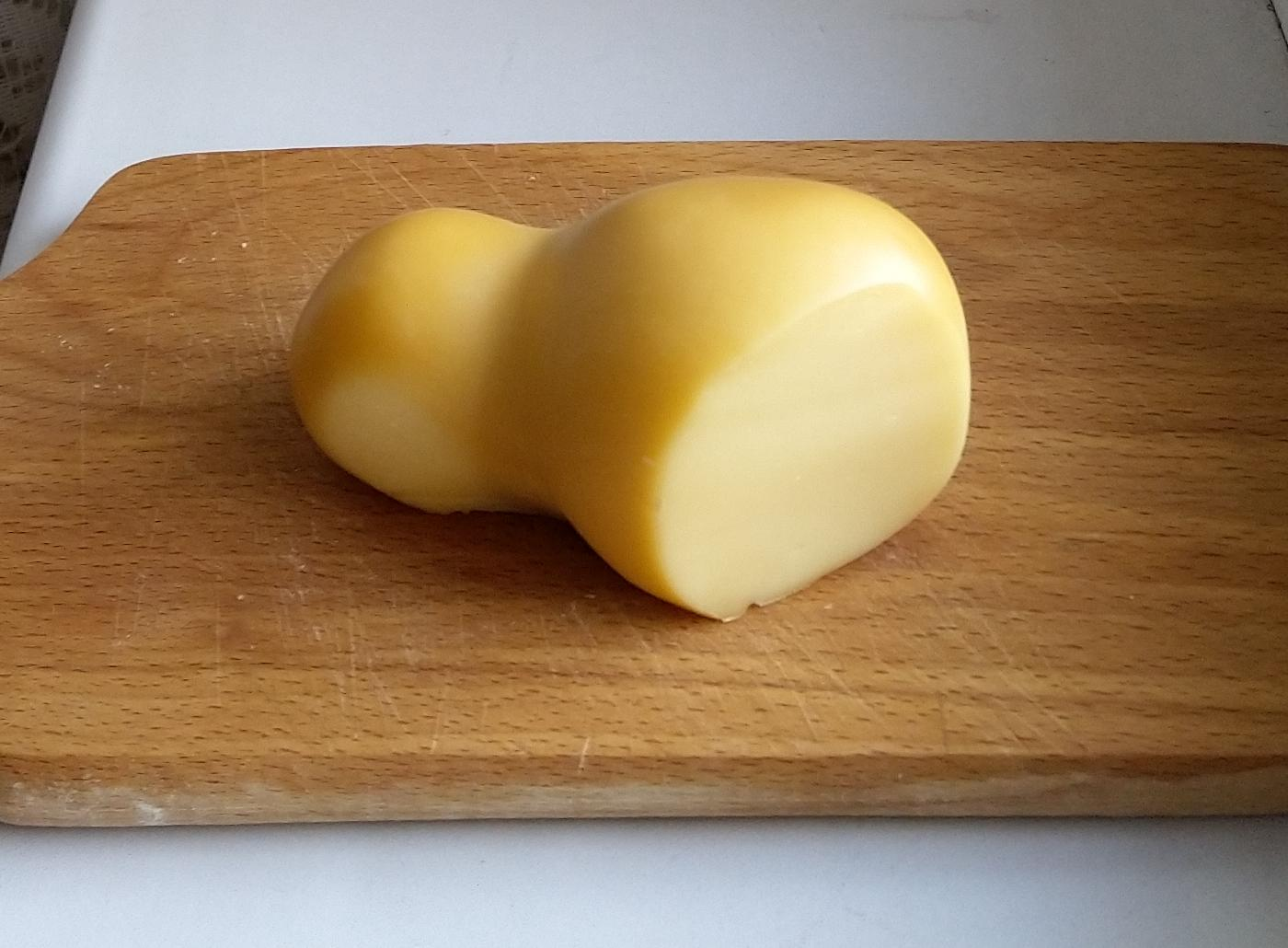
Скаморца афуміката з Сицилії

Скаморца (італ. scamorza) — італійський напівм'який сир з невисокою жирністю, належить до категорії італ. Pasta Filata. Назву отримав від словосполучення італ. capa mozza — «відрізана голова», за свою специфічну форму.

## Зона виробництва
Скаморца виробляється у багатьох регіонах Італії, але найбільше у південних регіонах — Апулія та Калабрія, також у центральній Італії — Абруццо та Молізе.

## Історія
Сир скаморца з'явився відносно недавно — у другій половині ХІХ сторіччя, скоріше за все внаслідок порушення технології при виробництві іншого сиру — проволоне.

## Технологія виробництва
Технологія виробництва не регламентована жорстко. Зазвичай сир виробляють з коров'ячого молока, але також може використовуватись молоко кіз, буйволів, овець. Сире молоко поміщають в чани зі сталі і нагрівають до 35—37 °C, повільно помішуючи, щоб тепло рівномірно розподілялося. При досягненні сировиною необхідної температури в неї додають сироватку і сичужний фермент, залишають для згортання приблизно на 20 хвилин. Далі сировар розбиває згусток спеціальним інструментом до частинок розміром з зерно кукурудзи. Потім масу нагрівають до 40—42 °C протягом 3-8 годин для дозрівання і повного осідання сиру. Закінчення процесу сировар визначає наступним чином: він дістає клубочок згустку з чану, поміщає його в гарячу воду і визначає здатність до розтягування (якщо сир стає гумовим і тягнеться, то можна переходити до наступного етапу). Сирний згусток дістають з чана, поміщають на столи для стікання надлишків сироватки і розрізають на невеликі шматочки. Потім кожну скибочку поміщають в гарячу воду з температурою 80 °C, потім виймають та безперервно розтягують вручну, доки сирне тіло не стане однорідним. Спочатку сиру надають кулясту форму, а потім, придавлюючи великими пальцями, формують «шию» сиру. Голови миють у холодній воді близько 30 хвилин і далі поміщають для соління на 20 хвилин в розсіл. Після цього голови перев'язують мотузками і підвішують для висушування протягом кількох діб.
Виробляють два варіанти сиру — свіжий та копчений (італ. scamorza affumicata).

## Характеристика сиру
Скаморца має форму груші, з «головою», підкресленою звуженням і шнурівкою з соломи. Сир має тонку шкірку білого або солом'яного кольору. У копченому варіанті так звана «голова» часто відсутня, оскільки в процесі копчення часто траплялося, що копчений сир закручувався, внаслідок чого сир падав на землю. Текстура сиру компактна, еластична, білого або блідо-солом'яного кольору. Голови невеликі, зазвичай 150—250 г, максимум до 500 г. Смак скаморци залежить від молока, з яким вона виробляється. У Кампанії його зазвичай виготовляють з коров'ячого або з буйволячого молока, смак сиру свіжий, молочний. В Апулії його традиційно готують з овечого молока, внаслідок чого смак є більш жирним та пікантним. В Молізе готують свіжий сир з молока породи Брюн, він є настільки свіжим, що при розрізанні навіть виділяє кілька крапель маслянки та має термін споживання лише кілька діб.
Аромат копченого варіанту сиру димний, смак пряний.

## Вживання
Скаморцу вживають протягом 15 діб після виробництва. Сир вживають як самостійну страву з хлібом та овочами або додають у супи, піцу, салати, ризото, пироги. Іноді його готують на грилі, поєднуючи з домашнім хлібом та овочами. Скаморца гарно поєднується з білим вином (шардоне, Піно Грі).